# 1959 na rádio
Nesta página encontrará referências aos acontecimentos directamente relacionados com a rádio ocorridos durante o ano de 1959.

## Nascimentos
| Data           | Nome            | Profissão                                     | Nacionalidade | Observações | Ref |
| -------------- | --------------- | --------------------------------------------- | ------------- | ----------- | --- |
| 5 de março     | Milton Leite    | jornalista e locutor esportivo                | Brasil        |             |     |
| 28 de maio     | Elói Zorzetto   | jornalista                                    | Brasil        |             |     |
| 19 de novembro | Brito           | radialista                                    | Brasil        |             |     |
| ??             | Ana Paula Russo | cantora lírica soprano, locutora e professora | Portugal      |             |     |

## Mortes
| Data | Nome | Profissão | Nacionalidade | Observações | Ref |
| ---- | ---- | --------- | ------------- | ----------- | --- |